# Роман Куркуас (патрикій)
Роман Куркуас (бл. 900 — між 960 і 963) — військовий діяч Візантійської імперії.

## Життєпис
Походив зі впливового вірменського роду Куркуасів. Син Феофіла Куркуаса, стратега фем на Кавказі та в Месопотамії. Розпочав кар'єру під орудою батька та стрийка Іоанна Куркуаса. Близько 923 або 924 року одружився з представницею впливового роду Фок.
Ймовірно, відзначився під час повалення Стефана і Костянтина Лакапінів, що спочатку були співімператорами батька Романа I, але у 944 року його повалили. Роман Куркуас сприяв переходу фактичної влади до молодшого імператора Костянтина VII. Останній надав йому титул патрикія. Обіймав посаду дуки Месопотамії.
Невідомо, за цього імператора чи наступного — Романа II обійняв посаду доместіка тагми манглабітів (особистої охорони імператора). Помер приблизно в 960-х роках.

## Родина
Дружина — донька Барди Фоки Старшого, доместіка схол
Діти:
- Іоанн (925—976), візантійський імператор у 970—976 роках